# Стройиндустрия
Стройиндустрия — посёлок в Ртищевском районе Саратовской области России. Входит в состав Урусовского муниципального образования. Находится в пригородной зоне города Ртищево.

## География
Находится в северо-западной части Саратовского Правобережья, в пределах Окско-Донской равнины, в лесостепной зоне, в лесостепной зоне, на берегах реки Ольшанка, вблизи федеральной автотрассы Р-207, на расстоянии примерно 1 километра по прямой на северо-запад от районного центра города Ртищево.

### Климат
Климат характеризуется как умеренно континентальный с холодной малоснежной зимой и сухим жарким летом. Среднегодовая температура воздуха — 4,4 °C. Средняя многолетняя температура самого холодного месяца (января) составляет −11,7 °С (абсолютный минимум — −43 °С), температура самого тёплого (июля) — 20 — 22 °С (абсолютный максимум — 40 °С). Средняя продолжительность безморозного периода 145—155 дней. Среднегодовое количество атмосферных осадков — 550 мм, из которых 225—325 мм выпадает в период с апреля по октябрь. Снежный покров держится в среднем 130—135 дней в году.

## История
Официальная дата основания 1931 год. Входил в состав совхоза «Выдвиженец».

## Население
| 2002 | 2010 |
| ---- | ---- |
| 172  | ↗190 |

### Национальный состав
Согласно результатам переписи 2002 года, в национальной структуре населения русские составляли 93 % из 172 чел..